# Tower of Power (album)
Tower of Power è il terzo album del gruppo musicale statunitense Tower of Power, pubblicato nel 1973.

## Tracce
1. What is Hip? – 5:09 (S. Kupka, E. Castillo e D. Garibaldi)
2. Clever Girl – 2:57 (S. Kupka, E. Castillo e W. Fulton)
3. This Time it's Real – 2:55 (S. Kupka, E. Castillo e D. Bartlett)
4. Will I ever Find a Love? – 3:51 (S. Kupka ed E. Castillo)
5. Get Yo' Feet Back on the Ground – 4:53 (W. Fulton)
6. So Very Hard to Go – 3:42 (S. Kupka ed E. Castillo)
7. Soul Vaccination – 5:13 (S. Kupka ed E. Castillo)
8. Both Sorry Over Nothin' – 3:25 (S. Kupka, E. Castillo e L. Williams)
9. Clean Slate – 3:22 (S. Kupka, E. Castillo e W. Fulton)
10. Just Another Day – 4:34 (B. Conte)

## Musicisti
- Lenny Williams: voce
- Chester Thompson: organo e cori
- Bruce Conte: chitarra elettrica e cori
- Francis Rocco Prestia: basso elettrico
- Brent Byars: conga e bonghi
- David Garibaldi: batteria
- Lenny Pickett: sassofono tenore, flauto, clarinetto e cori
- Emilio Castillo: sassofono tenore e cori
- Stephen "Doc" Kupka: sassofono baritono, oboe e cori
- Mic Gillette: tromba, trombone, flicorno, corno baritono e cori
- Greg Adams: tromba, flicorno e cori